# Fracción Doña María
Fracción Doña María är en ort i Mexiko.   Den ligger i kommunen Acapetahua och delstaten Chiapas, i den sydöstra delen av landet, 800 km sydost om huvudstaden Mexico City. Fracción Doña María ligger 18 meter över havet och antalet invånare är 295.
Terrängen runt Fracción Doña María är platt. Runt Fracción Doña María är det ganska tätbefolkat, med 60 invånare per kvadratkilometer. Närmaste större samhälle är Acapeteahua, 6,7 km öster om Fracción Doña María. Omgivningarna runt Fracción Doña María är en mosaik av jordbruksmark och naturlig växtlighet.